# Система керування пакунками
Система керування пакунками — набір системного програмного забезпечення, що дозволяє керувати процесом установлення, вилучення, налаштування і оновлення різних складників програмного забезпечення. Системи керування пакунками жваво використовуються в різних дистрибутивах операційної системи Linux та інших Unix-подібних операційних системах.
Програмне забезпечення представляється як особливі пакунки, що містять, крім власне програмного забезпечення, набір певних метаданих, які можуть включати в себе повне ім'я пакунка, номер версії, опис пакунка, ім'я розробника, контрольну суму, стосунки з іншими пакунками. Метадані зберігається в системній базі даних установлених пакунків.
Зазвичай система керування пакунками працює з безліччю пакунків, котрі зберігаються в спеціальному репозиторії — сховищі, яке може розташовуватися як на локальних пристроях (оптичному або жорсткому диску), так і на віддаленій машині (HTTP-, FTP- або rsync-сервері).
Часто базова система керування пакунками є досить низькорівневою утилітою, і її супроводжують більш високорівневі утиліти — керівники (менеджери) пакунків, які можуть завантажувати пакунки з мережевого сховища та відстежувати залежності між пакунками. Кінцевий споживач на настільних чи мобільних системах може працювати з графічними оболонками таких керівників.